# ヤニナ・ヴィルト
ヤニナ・ヴィルト（Janina Wirth、1966年 - ）は、旧東ドイツ出身の女性フィギュアスケート選手。1981-1982年世界ジュニア選手権女子シングルチャンピオン。

## 経歴
地元東ドイツで開催された1981-1982年シーズンの世界ジュニア選手権に出場し、東ドイツ選手として初めての優勝を果たした。シニアの世界選手権ならびに欧州選手権に2シーズン続けて出場したが、メダル獲得はならなかった。以後、カタリナ・ヴィットらの台頭もあり競技会へ出場することもなかった。

## 主な戦績
| 大会/年        | 1981-82 | 1982-83 |
| -------------- | ------- | ------- |
| 世界選手権     | 12      | 11      |
| 欧州選手権     | 9       | 8       |
| 東ドイツ選手権 | 2       | 2       |
| 世界Jr.選手権  | 1       |         |